# Resistent stärkelse

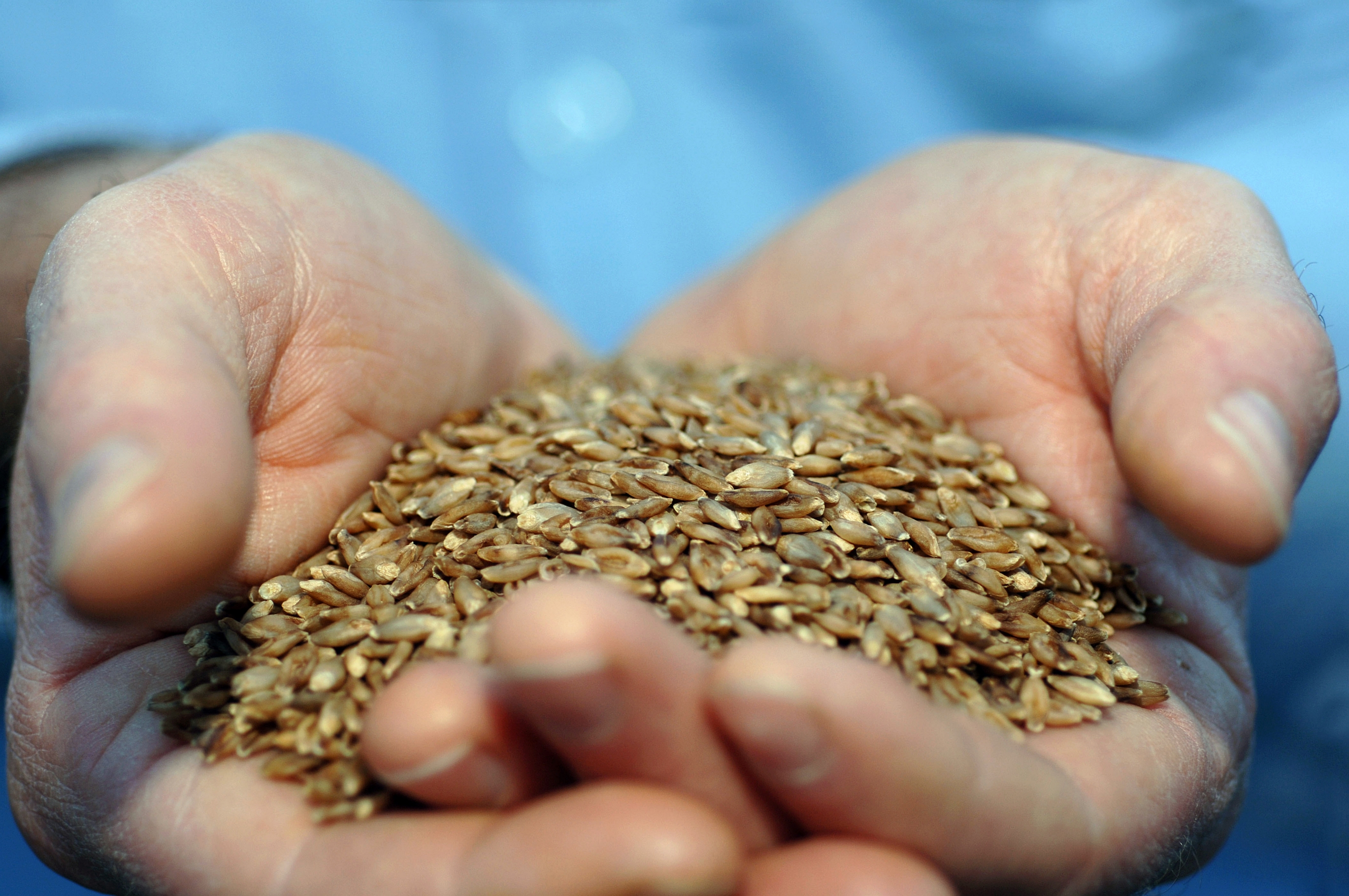
En speciellt utvecklad sorts korn som innehåller mycket resistent stärkelse.

Resistent stärkelse är en stärkelse som vid matsmältning inte bryts ned förrän den når tjocktarmen. Resistent stärkelse anses vara den tredje typen av kostfiber.
I tjocktarmen omvandlar magbakterier stärkelsen till nyttiga fettsyror som smörsyra. Smörsyra, i sin tur, kan motverka skador på tarmcellernas arvsmassa. Den kan hindra cancerceller att dela och föröka sig.
Det finns gott om resistent stärkelse i kall kokt potatis, gröna bananer, kikärtor, linser och bönor.